# Murex occa
Murex occa är en havslevande snäckart inom släktet Murex beskriven av George Brettingham Sowerby II 1834. Snäckan blir omkring 5-10 cm lång och finns i Nikobarerna och Indonesien (Sydostasien).

## Utseende
Hornen på denna snäckan är svagt hakformade snett uppåt. En av de mindre Murex-arterna och klassad som ovanlig.